# Listă de dragomani
Dragoman este un cuvânt de origine siriacă sau akkadiană (înrudit cu ترجمان tarjuman, un cuvânt arab), desemnând o funcție cumulând îndatoriri de traducător, interpret și ghid oficial în state și alte entități politice din Orientul Mijlociu.
Statutul unui dragoman era în mod special prestigios în cadrul Imperiului Otoman, situație în care funcția încorpora atribuții diplomatice — în speță, în domeniul relațiilor dintre Înalta Poartă și statele aparținând lumii creștine. Cu timpul, a devenit obișnuință ca majoritatea voievozilor fanarioți din Țara Românească și Moldova (cca. 1711-1821) să ocupe inițial poziția de dragoman - ceea ce nu i-a împiedicat pe mulți dintre ei să devină implicați în conspirații anti-otomane.

## Dragomani ai Porții Otomane
Aceasta este o listă cu 52 de dragomani și mari dragomani ai Sublimei Porți. Panaghiotis Nicusiuos este considerat primul „Mare Dragoman” al Sublimei Porți.
| Nume                                | În funcție                                    | Alte informații                                        |
| ----------------------------------- | --------------------------------------------- | ------------------------------------------------------ |
| Ali Bey                             | 1502                                          |                                                        |
| Yunus Bey (sau Junus)               | 1541/1542                                     | [ 3 ]                                                  |
| Ahmed (Heinz Tulman)                |                                               | german                                                 |
| Murad Bey                           |                                               | maghiar                                                |
| Ibrahim Bey                         | 1551-9 iulie 1571                             | polinezian                                             |
| Mahmud                              | 1571                                          | german                                                 |
| Gaspar Graziani                     | cca. 1575                                     | italian sau croat                                      |
| Hürrem Bey (Oram)                   | 1578                                          |                                                        |
| Zülfikar                            |                                               | maghiar                                                |
| Mamuca Della Torre                  | 1667                                          | italian                                                |
| Panaghiotis Nicusiuos               | 1661-1673                                     | considerat ca primul „Mare Dragoman” al Sublimei Porți |
| Alī Ufqī Lord Bobowski              | 1673                                          | polinezian                                             |
| Alexandru Mavrocordat Exaporitul    | 2 octombrie 1673 - noiembrie 1683; prima dată | grec                                                   |
| Sefer Aga (Jean Antonie)            | noiembrie 1683 - noiembrie 1685               |                                                        |
| Alexandru Mavrocordat Exaporitul    | noiembrie 1685 - 1699; a doua oară            |                                                        |
| Nicolae Alexandru Mavrocordat       | 1699 - noiembrie 1709                         |                                                        |
| Ioan Alexandru Mavrocordat          | noiembrie 1709 - noiembrie 1716               |                                                        |
| Grigorie Ghica                      | noiembrie 1716 - septembrie 1726              |                                                        |
| Alexandru Matei Ghica               | septembrie 1726 - februarie 1741              | decapitat în 1741                                      |
| Ioan Teodor Callimachi              | februarie 1741 - iunie 1751; prima dată       | [ 6 ]                                                  |
| Matei Grigorie Ghica                | iunie 1751 - august 1752                      |                                                        |
| Ioan Teodor Callimachi              | august 1752 - august 1758; a doua oară        |                                                        |
| Grigorie Alexandru Ghica            | august 1758 - martie 1764                     |                                                        |
| Gheorghe (Grigorie) Scarlat Caradja | martie 1764 - 1765                            |                                                        |
| Scarlat Caradja                     | 1765 - septembrie 1768; prima dată            |                                                        |
| Nicolae Suțu                        | septembrie 1768 - august 1769                 | Nikolaos Soutsos Fratele lui Mihai Suțu.               |
| Mihail Racoviță                     | august 1769 - octombrie 1770                  |                                                        |
| Scarlat Caradja                     | octombrie 1770 - august 1774; a doua oară     |                                                        |
| Alexandru Ipsilanti                 | august 1774 - septembrie 1774                 |                                                        |
| Constantin Moruzi                   | septembrie 1774 - septembrie 1777             |                                                        |
| Nicolae Constantin Caradja          | septembrie 1777 - ianuarie 1782               |                                                        |
| Mihail Constantin Suțu              | ianuarie 1782 - iulie 1783                    |                                                        |
| Alexandru Ioan Mavrocordat          | iulie 1783 - ianuarie 1785                    |                                                        |
| Alexandru Ioan Callimachi           | ianuarie 1785 - aprilie 1788; prima oară      |                                                        |
| Constantin Ralet                    | aprilie 1788 - mai 1788                       | ginerele lui Alexandru Ipsilanti                       |
| Manuel Antioh Caradja               | mai 1788 - octombrie 1790                     |                                                        |
| Alexandru Constantin Moruzi         | octombrie 1790 - martie 1792                  |                                                        |
| Gheorghe Constantin Moruzi          | martie 1792 - iulie 1794; prima oară          |                                                        |
| Alexandru Ioan Callimachi           | iulie 1794 - aprilie 1795; a doua oară        |                                                        |
| Gheorghe Constantin Moruzi          | aprilie 1795 - august 1796; a doua oară       |                                                        |
| Constantin Alexandru Ipsilanti      | august 1796 - martie 1799                     |                                                        |
| Alexandru Nicolae Suțu              | martie 1799 - septembrie 1802                 |                                                        |
| Alexandru Mihail Suțu               | septembrie 1802 - decembrie 1806              |                                                        |
| Ioan Gheorghe Caradja               | decembrie 1806 - august 1808; prima oară      |                                                        |
| Ioan Nicolae Caradja                | august 1808 - noiembrie 1808                  |                                                        |
| Dimitrie Moruzi                     | decembrie 1808 - iunie 1812                   |                                                        |
| Ioan Gheorghe Caradja               | iunie 1812 - august 1812; a doua oară         |                                                        |
| Iacob Arghiropol                    | octombrie 1812 - 1815                         |                                                        |
| Mihail Suțu                         | 1815 - iunie 1819                             | fiul lui Grigorie                                      |
| Ioan Callimachi                     | iunie 1819 - februarie 1821                   |                                                        |
| Constantin Moruzi                   | februarie 1821 - aprilie 1821                 | Decapitat                                              |
| Stavarachi Aristarchi               | aprilie 1821 - iunie 1821                     | Stavrache Aristarche                                   |

## Dragomani ai Flotei

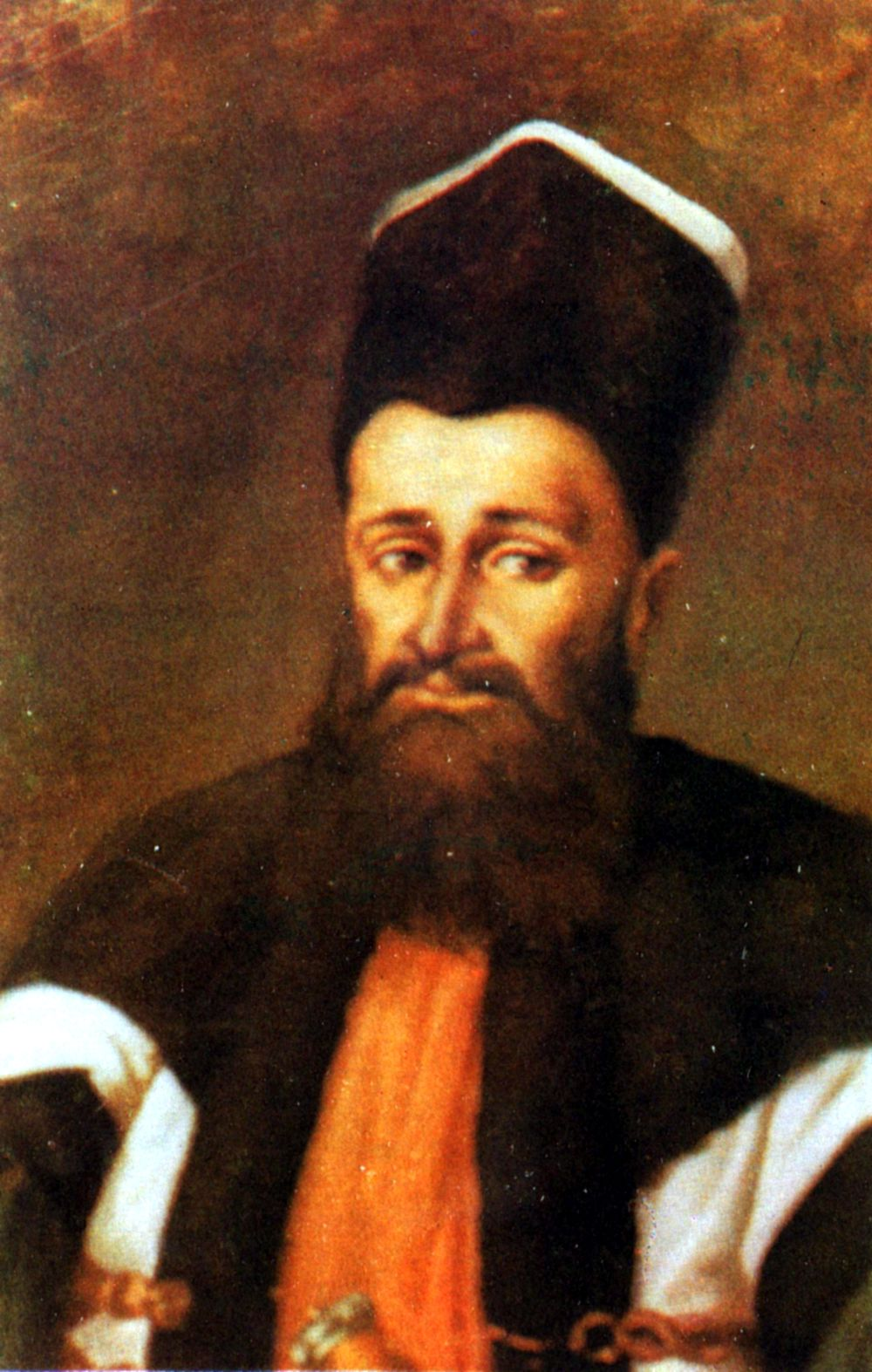
Nicolae Mavrogheni

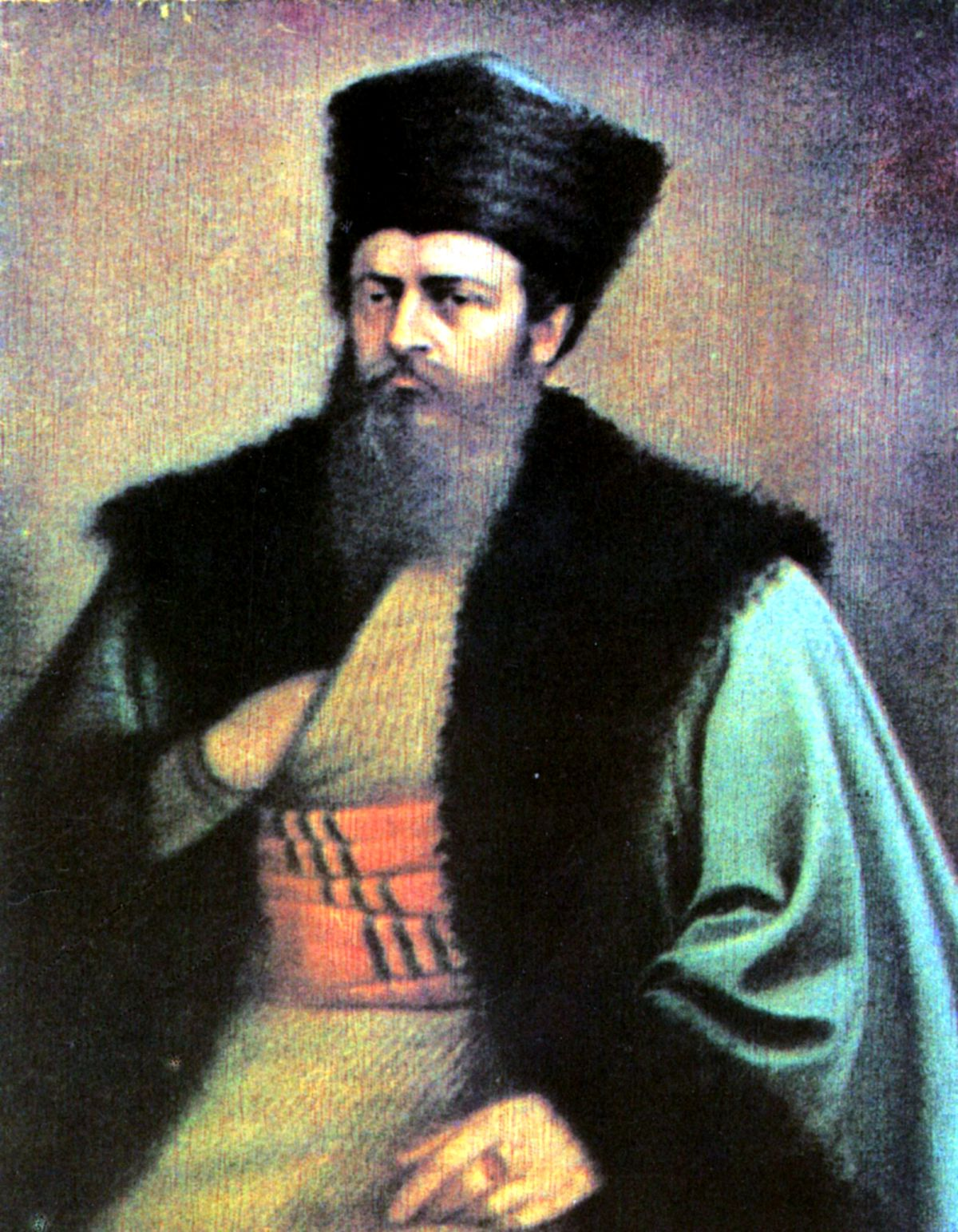
Constantin Moruzi

- 1701-1710 : Ioannakis Porfyritis (Ιωαννακης Πορφυρίτης);
- 1713-1716 : Constantin Ventoura;
- 1731-1743 : Georges Ramadani;
- 1744-1750  : Nicolae Mavrogheni;
- 1756-1759  : Nicolae Mavrogheni;
- 1763-1763  : Stefan Dimakis;
- 1764-1765  : Constantin Moruzi; apoi Mare Dragoman și domnitor al Moldovei;
- 1765-1765  : Stefan Mavrogheni;
- 1765-1767  : Nicolae Rosetti;
- 1767-1768  : Manuel Argyropoulos;
- anii 1770 : Nicolae Mavrogheni;
- 1775-1780 : Ștefan Vogoride
- 1790-1797 : Constantin Hangerli executat în 1799;
- 1797-1799 : Alexandru Șuțu;
- 1799-1800 : Ioan Caragea, fiul lui Nicolae Caragea, apoi Mare Dragoman;
- 1801-1803 : Ioannis Callimachi, fiul lui Alexandru Callimachi, apoi Mare Dragoman; executat în 1821;
- 1803-1806 : Panaiot Moruzi;
- 1806-1807 : Mihail Hangerli, fiul lui Constantin;
- 1809-1810 : Panaiot Moruzi restaurat și executat în 1812;
- 1810-1811 : Mihail Hangerli, restaurat apoi decapitat în 1821;[9]
- 1811-1816 : Constantin Mavrogheni;
- 1816-1818 : Mihail Mano; executat în 1821;
- 1818-1821 : Nicolas Moruzi; executat în 1821